# Архангельське (Губкінський міський округ)
Архангельське (рос. Архангельское) — село у Губкінському районі Бєлгородської області Російської Федерації.
Населення становить 980  осіб. Входить до складу муніципального утворення Губкінський міський округ, Архангельська територіальна адміністрація.

## Історія
Населений пункт розташований у східній частині української суцільної етнічної території — східній Слобожанщині.
Згідно із законом від 20 грудня 2004 року № 159 від у 2004—2007 роках органом місцевого самоврядування було Архангельське сільське поселення.

## Населення
| 2002 | 2010  | 2011  | 2013  | 2015  | 2016 |
| ---- | ----- | ----- | ----- | ----- | ---- |
| 991  | ↗1022 | ↗1043 | ↘1028 | ↘1000 | ↘980 |